# Hitzschlag bei Tieren

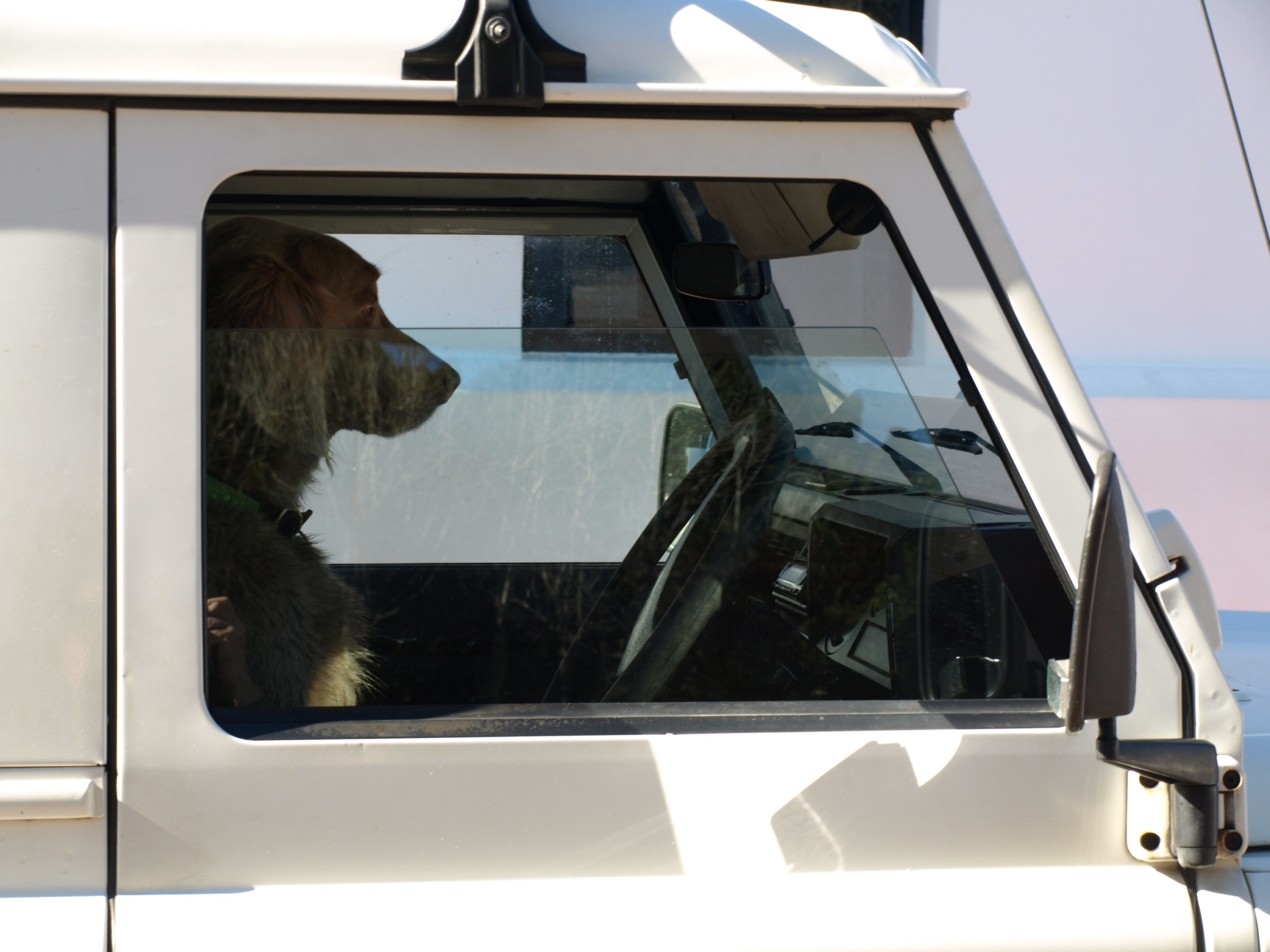
Im Auto zurückgelassene Tiere sind bei direkter Sonneneinstrahlung schon bei moderaten Außentemperaturen stark gefährdet.

Ähnlich wie beim Menschen kann es auch bei Tieren zu einem Hitzschlag kommen. Dies betrifft sowohl Säugetiere als auch Vögel. Am häufigsten sind Hunde betroffen. Darüber hinaus gibt es zahlreiche Versuchstiermodelle wie Ratten, Hunde, Affen, Rinder, Kaninchen, Schafe und Hühner, bei denen experimentell ein Hitzschlag ausgelöst wird, um Erkenntnisse zur Pathophysiologie und zur Behandlung zu gewinnen. Ursache ist ein Versagen der Thermoregulation durch gestörte Wärmeabgabe, die letztlich zum Multiorganversagen führt. Die Behandlung erfolgt durch kühlende Maßnahmen und Behandlung des Schocks, die Sterblichkeit ist jedoch hoch.

## Ursache
Zu einem Hitzschlag kommt es infolge einer erhöhten Wärmeproduktion oder einer verminderten Wärmeabgabe in heißer, schwüler unbewegter Luft. Auslöser sind oft schlecht belüftete, niedrige Ställe oder Transportwagen, bei Haushunden das Verbleiben in einem Auto. Bei Katzen kommt es gelegentlich zu Hitzschlägen, wenn versehentlich Wäschetrockner in Betrieb genommen werden, die von Katzen als Rückzugsort gewählt wurden. Belastungsbedingte Hitzschläge durch schwere körperliche Arbeit bei hohen Umgebungstemperaturen kommen vor allem bei Arbeitspferden und -hunden vor.

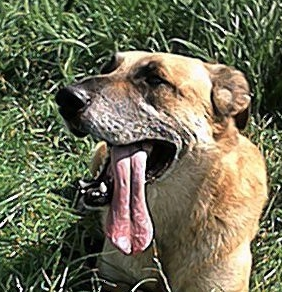
Hecheln als maßgebliche Form der Wärmeabgabe beim Hund

Durch die körpereigene Wärmeproduktion sind gleichwarme Tiere (Säugetiere und Vögel) viel empfindlicher gegenüber hohen Umgebungstemperaturen als wechselwarme. Durch Einnahme einer gestreckten Position zur Vergrößerung der Körperoberfläche und zur Verstärkung der Durchblutung weniger dicht behaarter Körperregionen wie Schwanz oder Ohren kann bei normalen Umgebungstemperaturen die Wärmeableitung ohne energetischen Aufwand erfolgen. Bei höheren Temperaturen kann jedoch nur durch Verdunstung von Wasser (Evaporation) eine Überhitzung vermieden werden. In gewissem Umfang gelangt ständig Wasser durch die Epidermis auf die Hautoberfläche und verdunstet dort (insensible Perspiration). Eine erhöhte Evaporation kann aber nur durch einen erhöhten Wassertransport durch Schweißdrüsen erfolgen. Diese sind besonders bei Primaten, Pferden, Rindern und Kamelen zahlreich. Nagetiere und Kaninchen besitzen dagegen keine Schweißdrüsen, bei Hunden, Katzen, Schweinen und Schafen kommen sie nur an wenigen Körperstellen vor und spielen keine Rolle bei der Regulation der Körpertemperatur.
Die zweite Form der verstärkten Wärmeabgabe ist die Atmung (Hecheln, evaporative Atmung). Dies führt aber zu einem erheblichen Wasser-, Schwitzen auch zu einem Elektrolytverlust, so dass eine ausreichende Wasseraufnahme gewährleistet sein muss. Ist Wasser knapp, werden in den heißen Tagesphasen kühlere Plätze aufgesucht und Aktivitäten vermieden. Daraus folgt, dass ein Hitzschlag vor allem dann auftritt, wenn nicht genügend Wasser vorhanden ist, wenn die Tiere in ihrem Wärmemeidungsverhalten eingeschränkt sind oder wenn sie zu vermehrter Arbeit gefordert werden.
Auch Vögel leiten überschüssige Wärme vor allem durch Verdunstung von Wasser (Evaporation) ab. Obwohl sie keine Schweißdrüsen besitzen und die Federn eine effektive Wärmebarriere darstellen, wird unter Normalbedingungen etwa die Hälfte der Evaporation über die Haut, die andere durch beschleunigte Atmung realisiert. Bei erhöhter Umgebungstemperatur scheint es beträchtliche Unterschiede innerhalb der Vogelarten zu geben. Während bei Enten-, Hühner- und Sperlingsvögeln bei hohen Temperaturen die respiratorische Wärmeabgabe überwiegt, scheint bei Taubenvögeln die Wärmeabgabe über die Haut zu dominieren. Wie die erhöhte Wärmeableitung über die Haut funktioniert, ist bislang nicht geklärt. Bei hitzeakklimatisierten Individuen ist die Haut des Rückens verdickt und besser durchblutet.
Überhitzung führt zu einer Schädigung der Tertiärstruktur der Körpereiweiße und damit ihre Funktion stören. Der Körper reagiert mit einer Hitzeschockantwort, bei der unter anderem Hitzeschockproteine produziert werden. Reichen diese Schutzmechanismen nicht mehr aus, kommt es zu Zellschäden und schließlich zum Absterben von Zellen durch Apoptose oder Nekrose und letztlich zu einem Systemischen inflammatorischen Response-Syndrom mit zahlreichen Organschäden. Einige Tiere der heißen Klimate sind in der Lage, auch Körpertemperaturen von 45 °C über eine gewisse Zeit zu tolerieren (Temperaturresistenz), wie Oryxantilopen, Kamele oder Strauße.

## Besonderheiten bei ausgewählten Tierarten

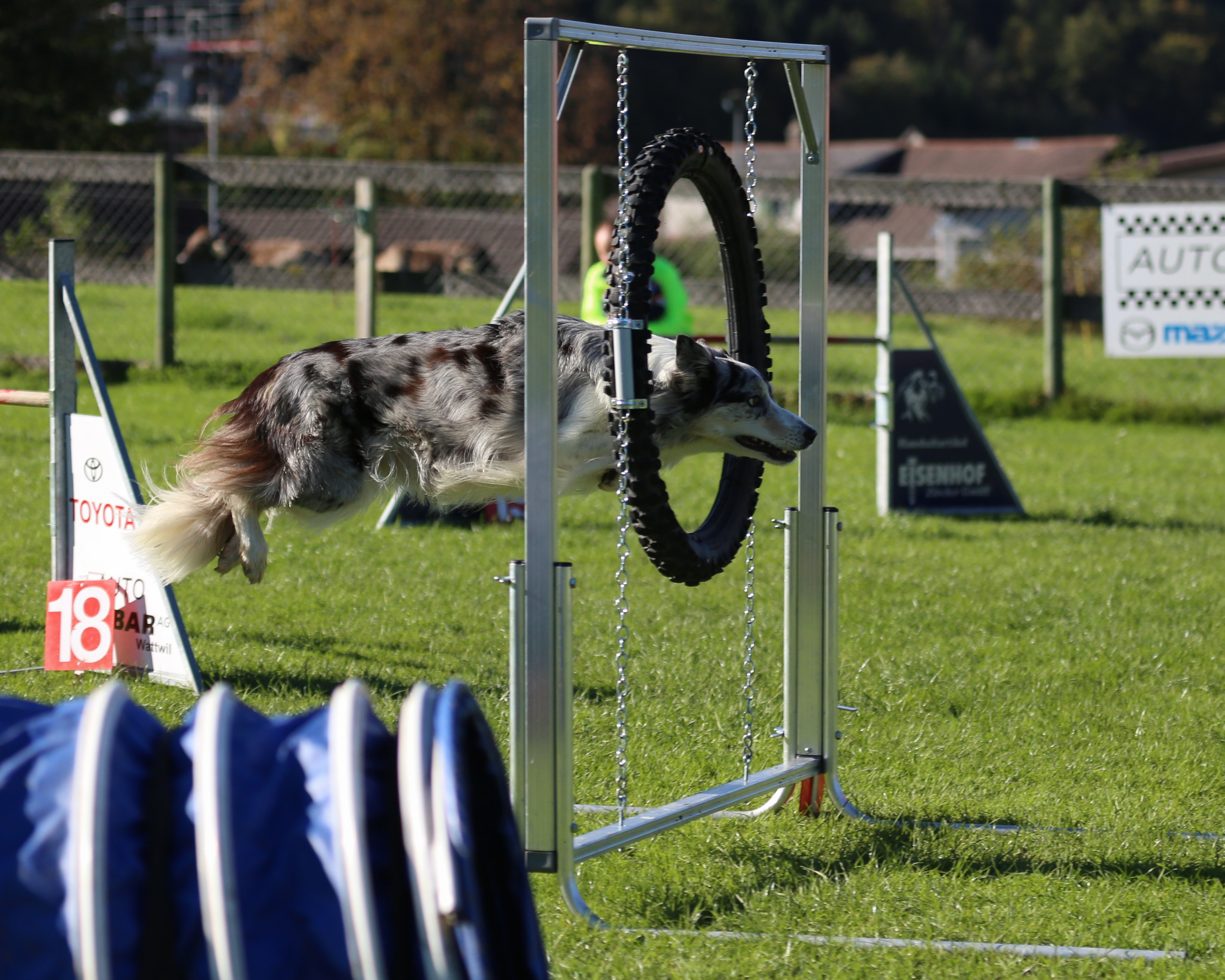
Hundesport wie Agility kann bei hohen Umgebungstemperaturen zu einem Hitzschlag führen.

Häufigster Auslöser bei Haushunden ist das Verbleiben in einem Auto, denn hier kann es bei Sonnenschein schon bei moderaten Außentemperaturen in kurzer Zeit zu einer starken Aufheizung des Innenraumes kommen. Aber auch der belastungsbedingte Hitzschlag kommt bei Arbeitshunden vor. Eine britische Studie ermittelte eine Inzidenz von 0,04 %. Klinisch dominieren starkes Hecheln, Herzrasen, Hyperthermie, Seitenlage, gastrointestinale Symptome und neurologische Störungen. Mit schweren Hitzeschäden ist bei einer Körperkerntemperatur von 43 °C zu rechnen. Die Mortalitätsrate beträgt bis zu 50 %. Vor allem brachyzephale Rassen haben ein hohes Risiko für schwere Verläufe.
Als ursprüngliche Höhlenbewohner und dämmerungsaktive Tiere mit fehlender Schweißproduktion sind Kaninchen sehr empfindlich gegenüber erhöhten Umgebungstemperaturen. Insbesondere die Exposition gegenüber direkter Sonneneinstrahlung (Balkon, Käfige) führt daher häufig zu Hitzschlägen. Klinisch zeigen sie sich in stark erhöhter Atemfrequenz, in Muskelzittern und in starker Erregung.
Bei Vögeln kommen Hitzschläge in den gemäßigten Breiten vor allem bei Käfigvögeln vor, die direkter Sonneneinstrahlung ausgesetzt sind oder bei Transporten in schlecht belüfteten überhitzen Fahrzeugen. In den Tropen und Subtropen sind sie in der Hausgeflügelhaltung eine häufige Ursache für Tierverluste. Betroffene Vögel atmen mit geöffnetem Schnabel, sind schwach, verlieren die Koordinierung und zeigen häufig Lähmungserscheinungen. Masthühner sind offensichtlich deutlich empfindlicher als Legehuhnrassen oder Wildformen.

## Behandlung
Die Behandlung erfolgt durch sofortiges Verbringen in eine kühle gut belüftete Umgebung und Kühlung durch kalte feuchte Tücher und Flüssigkeitsgabe. Durch einen Ventilator kann die Wärmeableitung verstärkt werden. In schweren Fällen sind zusätzliche medizinische Maßnahmen (Schockbehandlung) erforderlich. Vögel können in kühles Wasser getaucht werden, zusätzlich kann kühles Wasser über eine Sonde oder Knopfkanüle in den Kropf verabreicht werden.

## Hetzjagd
Bei der Hetzjagd nutzen Beutegreifer das Prinzip, ihr Beutetier durch stete Verfolgung zu einer belastungsbedingten Überhitzung bis hin zu einem Hitzschlag zu bringen. Damit können auch Tiere erbeutet werden, die über kürzere Distanzen viel schneller sind als ihr Angreifer. Diese Jagdtechnik nutzen nicht nur Hundeartige wie der Afrikanische Wildhund, sondern ist in Afrika auch bei einigen Völkern wie beispielsweise den San verbreitet.